# Grzegorz M. Kowalski
Grzegorz Maria Kowalski – polski prawnik i historyk, doktor habilitowany nauk prawnych, nauczyciel akademicki Wydziału Prawa i Administracji Uniwersytetu Jagiellońskiego, specjalista w zakresie historii państwa i prawa polskiego.

## Życiorys
W 1999 ukończył studia prawnicze na Wydziale Prawa i Administracji Uniwersytetu Jagiellońskiego. Tam też na podstawie napisanej pod kierunkiem Wacława Uruszczaka rozprawy pt. Postępowania w sprawach o przestępstwa emigracyjne przed Sądem Krajowym Karnym w Krakowie w latach 1897–1918 z badań nad dziejami polskiego wychodźstwa uzyskał w 2002 stopień naukowy doktora nauk prawnych w dyscyplinie prawo specjalność historia państwa i prawa. Na tym samym wydziale w 2014 nadano mu stopień naukowy doktora habilitowanego nauk prawnych w dyscyplinie prawo specjalność historia państwa i prawa.
Był adiunktem Wydziału Studiów Międzynarodowych i Politycznych UJ w Instytucie Nauk Politycznych i Stosunków Międzynarodowych). Został adiunktem Wydziału Prawa i Administracji UJ w Katedrze Historii Prawa Polskiego.